# Franz Mack
Pour les articles homonymes, voir Mack.
Franz Mack (né le 7 mars 1921 à Waldkirch, Bade-Wurtemberg - mort le 3 octobre 2010 à Rust, Bade-Wurtemberg), est un chef d'entreprise allemand, créateur du parc de loisirs Europa Park à Rust en Allemagne.

## Biographie
Franz Mack fait partie de la sixième génération de la famille Mack qui possède une entreprise à Waldkirch depuis le XVIIIe siècle. D'abord entreprise de chariots et calèches, elle se spécialisera ensuite dans les attractions foraines. Il sera marié à partir de 1948 à Liesel Mack jusqu'au décès de son épouse en 2004, et aura deux fils : Roland et Jürgen Mack.
C'est en 1958 que Franz Mack prend la direction de l'entreprise familiale Heinrich Mack GmbH & Co (aujourd'hui MACK Rides GmbH & Co) à Waldkirch, en commun avec ses deux frères, Hermann et Willi. Au cours des années 1950, il prend la décision d’étendre son activité au marché américain. Il en profite pour visiter occasionnellement des parcs à thèmes aux États-Unis pendant 20 ans pour les étudier, faire de la recherche.
C'est sous la conduite de Franz Mack que l'entreprise prend une envergure internationale, à la fois dans le développement de concepts novateurs dans le domaine de la construction de manèges forains et à son entrée dans l'activité des parcs de loisirs avec la création d'Europa-Park. C'est au cours d'un voyage aux États-Unis en 1972 que Franz Mack et son fils Roland, avec pour objectif de visiter différents parcs d’attraction américains pendant deux semaines. C'est là que leur idée de construire leur propre parc d'attractions prend corps. Ce parc aurait pour objectif d'exposer les manèges et les produits fabriqués dans leurs entreprises de Waldkirch. Il faudra trois ans pour réaliser ce projet et trouver un site pour l'accueillir. Europa-Park ouvre ses portes pour la première fois le 12 juillet 1975, sur 16 hectares, à côté du village de pêcheurs de Rust dans la plaine de Bade à deux kilomètres du Rhin. Franz en prend la direction avec son fils aîné Roland. La presque totalité des attractions d'Europa-Park ont été conçues dans l'entreprise Mack Rides.
En 1987, Franz Mack laisse la direction de Mack Rides à trois directeurs associés: ses deux fils Roland et Jürgen, et Christel Mack-Even.
En 2008 est inaugurée une statue à son effigie dans le parc du château d'Europa-Park.
Il décède le dimanche 3 octobre 2010, à l'âge de 89 ans.

## Distinctions
- Chevalier de l'ordre du Mérite de la République fédérale d'Allemagne (Bundesverdienstkreuz am Bande) en 1984
- Officier de l'ordre du Mérite de la République fédérale d'Allemagne (Bundesverdienstkreuz 1. Klasse) en 1997
- Citoyen d'honneur de la commune de Rust en 2001

### Source
- Europa-Park, Vista Point, 2005